# 上隅骨

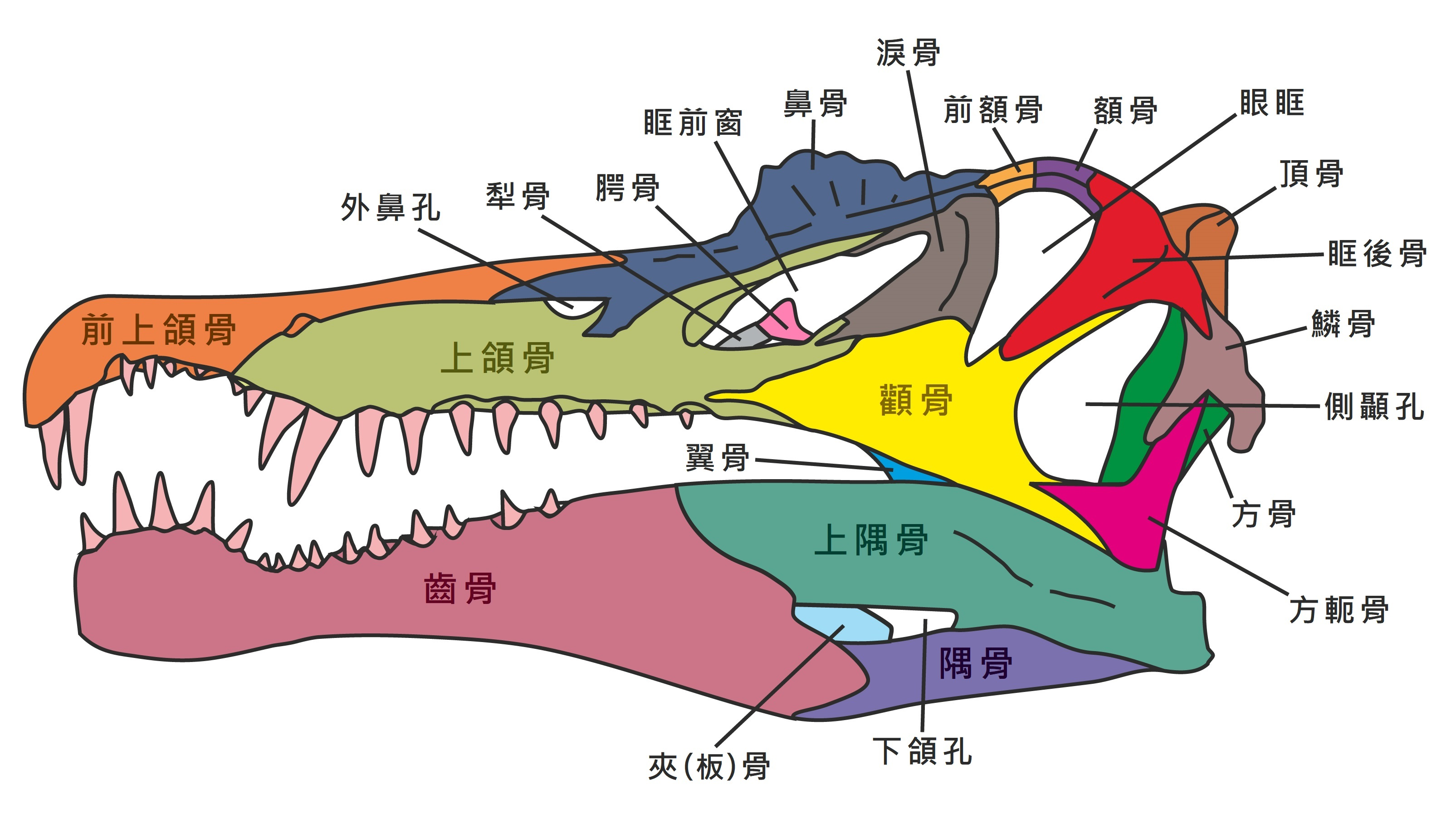
棘龍頭骨示意圖，上隅骨位於下頜後方

上隅骨（英語：suprangular）是在除哺乳動物以外的大多數陸地脊椎動物中發現的一類顎骨。 通常在下顎後部的上邊緣，它與所有其他頜骨相連：齒骨、隅骨、夾骨和關節骨。 它通常是肌肉的附著點。